# Agnetina starki
Agnetina starki är en bäcksländeart som beskrevs av Du och Chou 1998. Agnetina starki ingår i släktet Agnetina och familjen jättebäcksländor. Inga underarter finns listade i Catalogue of Life.